# Батыр (Мангистауская область)
Батыр (каз. Батыр) — село в Мунайлинском районе Мангистауской области Казахстана. Административный центр и единственный населённый пункт одноимённого сельского округа. Код КАТО — 475042100.

## География
Расположено на плато Мангышлак, на расстоянии 9 км (по прямой) к юго-востоку от села Мангистау.

## История
Образовано в 2011 году путем отнесения жилого массива Батыр Кызылтобинского сельского округа в категорию села. 

## Население
| 2021   |
| ------ |
| 16 621 |